# 金绍
金绍是德国巴伐利亚州的一个市镇。总面积11.44平方公里，总人口1034人，其中男性537人，女性497人（2011年12月31日），人口密度90人/平方公里。